# 2017 у кіно
Нижче представлений огляд подій, що мали місце у 2017 році в кінематографі, у тому числі найкасовіші фільми, церемонії нагородження, фестивалі, а також список майбутніх фільмів та список померлих діячів у кіно.

## Найкасовіші фільми
Список 10-ти найкасовіших фільмів 2017 року виглядає таким чином:
| Місце | Назва                                    | Студія          | Світові касові збори ($) |
| ----- | ---------------------------------------- | --------------- | ------------------------ |
| 1     | Красуня і Чудовисько                     | Buena Vista     | 1 263 521 126            |
| 2     | Форсаж 8                                 | Fox             | 1 235 761 498            |
| 3     | Нікчемний я 3                            | Universal       | 1 031 833 370            |
| 4     | Людина-павук: Повернення додому          | Sony / Columbia | 880 103 742              |
| 5     | Вовки-воїни 2                            | H Collective    | 870 325 439              |
| 6     | Вартові галактики 2                      | Buena Vista     | 863 563 831              |
| 7     | Диво-жінка                               | Warner Bros.    | 821 763 408              |
| 8     | Пірати Карибського моря: Помста Салазара | Buena Vista     | 794 775 567              |
| 9     | Воно                                     | Warner Bros.    | 685 248 251              |
| 10    | Тор 3: Раґнарок                          | Buena Vista     | 665 624 429              |

## Події

### Церемонії нагородження
| Дата      | Подія                                                                              | Організатор                                      | Розташування                    | Дж     |
| --------- | ---------------------------------------------------------------------------------- | ------------------------------------------------ | ------------------------------- | ------ |
| 8 січня   | 74-та церемонія вручення нагород премії «Золотий глобус»                           | Голлівудська асоціація іноземної преси           | Беверлі-Гіллз, Каліфорнія, США  | [ 2 ]  |
| 30 січня  | 22-га церемонія Премії «Люм'єр»                                                    | Академія «Люм'єр»                                | Париж, Франція                  | [ 3 ]  |
| 4 лютого  | 7-ма церемонія вручення нагород премії «Магрітт»                                   | Академія Андре Дельво                            | Брюссель, Бельгія               | [ 4 ]  |
| 12 лютого | 70-та церемонія вручення нагород БАФТА у кіно                                      | Британська академія телебачення та кіномистецтва | Лондон, Англія, Велика Британія | [ 5 ]  |
| 24 лютого | 42-га церемонія вручення нагород премії «Сезар»                                    | Академія мистецтв та технологій кінематографа    | Париж, Франція                  | [ 6 ]  |
| 25 лютого | 32-га щорічна церемонія вручення премії «Незалежний дух»                           | Незалежний дух                                   | Санта-Моніка, Каліфорнія, США   | [ 7 ]  |
| 26 лютого | 89-та церемонія вручення премії «Оскар»                                            | Академія кінематографічних мистецтв і наук       | Голлівуд, Каліфорнія, США       | [ 8 ]  |
| 20 квітня | 1-ша церемонія вручення нагород української національної кінопремії «Золота дзиґа» | Українська кіноакадемія                          | Київ, Україна                   | [ 9 ]  |
| 9 грудня  | 30-та церемонія вручення премії Європейської кіноакадемії                          | Європейська кіноакадемія                         | Берлін, Німеччина               | [ 10 ] |

### Фестивалі
| Дата                  | Подія                                               | Організатор                           | Розташування      | Дж     |
| --------------------- | --------------------------------------------------- | ------------------------------------- | ----------------- | ------ |
| 9 — 19 лютого         | 67-й щорічний Берлінський міжнародний кінофестиваль | Берлінський міжнародний кінофестиваль | Берлін, Німеччина | [ 11 ] |
| 17 — 28 травня        | 70-й щорічний Каннський кінофестиваль               | Каннський кінофестиваль               | Канни, Франція    | [ 12 ] |
| 14 — 22 липня         | 8-й Одеський міжнародний кінофестиваль              | Одеський міжнародний кінофестиваль    | Одеса, Україна    | [ 13 ] |
| 30 серпня — 9 вересня | 74-й щорічний Венеційський кінофестиваль            | Венеційський кінофестиваль            | Венеція, Італія   | [ 14 ] |

## Фільми
Нижче наведені таблиці фільмів відсортованих відносно дати виходу в прокат в Україні.
Відомості взяті з таких джерел:
- Сайти вітчизняних дистриб'юторів: B&H [Архівовано 24 листопада 2015 у Wayback Machine.], Ukrainian Film Distribution [Архівовано 16 січня 2020 у Wayback Machine.],  Кіноманія [Архівовано 30 липня 2011 у Wayback Machine.] та Артхаус Трафік [Архівовано 26 січня 2016 у Wayback Machine.]
- Сайти kino-teatr.ua [Архівовано 5 березня 2016 у Wayback Machine.], kinofilms.com.ua [Архівовано 16 лютого 2016 у Wayback Machine.] та multikino.com.ua [Архівовано 13 березня 2016 у Wayback Machine.]

### Січень— Березень
| Прем'єра        | Прем'єра | Назва                                     | Країна                                    | Творці й актори | Жанр                          |
| --------------- | -------- | ----------------------------------------- | ----------------------------------------- | --- | ----------------------------- |
| С І Ч Е Н Ь     | 5        | Assassin's Creed: Кредо вбивці            | США · Велика Британія · Гонконг · Франція | Режисер: Джастін Курзель; Сценарій: Білл Колладж, Адам Купер та ін.; Актори: Майкл Фассбендер, Маріон Котіяр, Майкл Кеннет Вільмс                                | пригодницький бойовик         |
| С І Ч Е Н Ь     | 5        | Автомонстри                               | США                                       | Режисер: Кріс Ведж; Сценарій: Дерек Конноллі; Актори: Лукас Тілл, Джейн Леві, Емі Раян                                                                           | комедійний екшн               |
| С І Ч Е Н Ь     | 5        | Гіббі                                     | США                                       | Режисер: Філ Горн; Сценарій: Грег Ліон; Актори: Шеннон Елізабет, Пейтон Меєр, Шелбі Ліон                                                                         | сімейна комедія               |
| С І Ч Е Н Ь     | 5        | Не гальмуй                                | Франція                                   | Режисер: Ніколя Бенаму; Сценарій: Ніколя Бенаму, Фредерік Жарден, Фабріс Роже-Лакан; Актори: Хосе Гарсія, Андре Дюссольє, Каролін Віньо                          | комедія                       |
| С І Ч Е Н Ь     | 12       | Джиммі — герой Америки                    | США                                       | Режисер: Джонатан Кесселман; Сценарій: Маз Джобрані, Амір Огебсіон; Актори: Маз Джобрані, Джон Герд, Діанна Руссо                                                | комедія                       |
| С І Ч Е Н Ь     | 12       | Закон ночі                                | США                                       | Режисер: Бен Аффлек; Сценарій: Бен Аффлек; Актори: Бен Аффлек, Сієна Міллер, Кріс Мессіна, Зої Салдана                                                           | кримінальна драма             |
| С І Ч Е Н Ь     | 12       | Знайди мене, якщо зможеш                  | Велика Британія                           | Режисер: Зак Відон; Сценарій: Зак Відон; Актори: Аарон Пол, Аннабель Волліс, Гаррет Діллагант                                                                    | гостросюжетна драма           |
| С І Ч Е Н Ь     | 12       | Ла-Ла Ленд                                | США                                       | Режисер: Демієн Шазелл; Сценарій: Демієн Шазелл; Актори: Раян Гослінг, Емма Стоун, Джонатан Сіммонс                                                              | трагікомедія, мюзикл          |
| С І Ч Е Н Ь     | 12       | Пекло                                     | Нідерланди · Франція                      | Режисер: Мартін Кулговен; Сценарій: Мартін Кулговен; Актори: Дакота Феннінг, Гай Пірс, Кіт Герінгтон                                                             | вестерн, трилер               |
| С І Ч Е Н Ь     | 12       | Чому він?                                 | США                                       | Режисер: Джон Гамбург; Сценарій: Джон Гамбург, Ян Гелфер; Актори: Джеймс Франко, Браян Кренстон, Зої Дойч                                                        | комедія                       |
| С І Ч Е Н Ь     | 19       | 2+1                                       | Франція                                   | Режисер: Г'юго Желен; Сценарій: Еухеніо Дербес, Г'юго Желен; Актори: Омар Сі, Глорія Колстон, Клеманс Поезі                                                      | комедійна драма               |
| С І Ч Е Н Ь     | 19       | Анархісти                                 | Франція                                   | Режисер: Елі Важеман; Сценарій: Гаелль Масе, Елі Важеман; Актори: Тахар Рахім, Адель Екзаркопулос, Сванн Арло                                                    | історична драма               |
| С І Ч Е Н Ь     | 19       | Мовчання                                  | США                                       | Режисер: Мартін Скорсезе; Сценарій: Джей Кокс, Мартін Скорсезе; Актори: Ендрю Гарфілд, Адам Драйвер, Ліам Нісон                                                  | історична драма               |
| С І Ч Е Н Ь     | 19       | Народження нації                          | США                                       | Режисер: Нейт Паркер; Сценарій: Нейт Паркер; Актори: Нейт Паркер, Армі Гаммер, Колман Домінго, Онжаню Елліс                                                      | історична драма               |
| С І Ч Е Н Ь     | 19       | Особливий злочин                          | США                                       | Режисер: Енді Годдар; Сценарій: Сьюзен Бойд; Актори: Патрік Вілсон, Джессіка Біл                                                                                 | трилер                        |
| С І Ч Е Н Ь     | 19       | Снігова королева 3: Вогонь і лід          | Росія                                     | Режисер: Олексій Ціцілін; Сценарій: Олексій Ціцілін, Володимир Ніколаєв, Олексій Замислов, Роман Непомнящий; Актори: Наталія Бистрова, Філіп Лебедєв             | анімаційна комедія, пригоди   |
| С І Ч Е Н Ь     | 19       | Три ікси: Реактивізація                   | США                                       | Режисер: Ді Джей Карузо; Сценарій: Ф. Скотт Фрейзер, Чад Ст. Джон; Актори: Він Дізель, Семюел Лірой Джексон, Донні Єн                                            | бойовик                       |
| С І Ч Е Н Ь     | 26       | Gimme Danger: Історія Іггі та The Stooges | США                                       | Режисер: Джим Джармуш; Сценарій: Джим Джармуш; Актори: Іггі Поп, Рон Ештон, Скотт Ештон                                                                          | документальний                |
| С І Ч Е Н Ь     | 26       | Балерина                                  | Канада · Франція                          | Режисер: Ерік Саммер, Ерік Ворін; Сценарій: Керол Ноубл, Ерік Саммер, Лорен Зейтун; Актори: Ель Феннінг, Дейн ДеГаан, Медді Зіглер                               | анімаційне фентезі, мюзикл    |
| С І Ч Е Н Ь     | 26       | Будинок навпроти                          | США                                       | Режисер: Маркус Данстен; Сценарій: Маркус Данстен, Патрік Мелтон; Актори: Джош Стюарт, Мелісса Болона                                                            | жахи, трилер                  |
| С І Ч Е Н Ь     | 26       | Не стукай двічі                           | Велика Британія                           | Режисер: Карадог В. Джеймс; Сценарій: Марк Гакербі, Нік Остлер; Актори: Кеті Сакгофф, Люсі Бойнтон, Хав'єр Ботет                                                 | жахи                          |
| С І Ч Е Н Ь     | 26       | Правило бою                               | Україна                                   | Режисер: Олексій Шапарєв; Сценарій: Іван Тимшин, Олексій Шапарєв; Актори: Олексій Горбунов, Влад Нікітюк, Станіслав Боклан                                       | спортивна драма               |
| С І Ч Е Н Ь     | 26       | Сімейне пограбування                      | Франція                                   | Режисер: Паскаль Бурдьо; Сценарій: Кароль Жакоббі, Мішель Жакоббі, Джульєтт Сейлс, Фабьєн Суарез; Актори: Жан Рено, Фамке Янссен, Рем Керісі                     | комедія                       |
| Л Ю Т И Й       | 2        | Велика стіна                              | США · КНР                                 | Режисер: Чжан Їмоу; Сценарій: Карло Бернард, Даг Міро, Тоні Гілрой; Актори: Метт Деймон, Педро Паскаль, Енді Лау                                                 | епічне фентезі                |
| Л Ю Т И Й       | 2        | Дзвінки                                   | США                                       | Режисер: Ф. Хав'єр Гутьєррес; Сценарій: Джейкоб Аарон Естес, Аківа Голдсман, Девід Лука; Актори: Матільда Латц, Алекс Роу, Бонні Морган                          | жахи                          |
| Л Ю Т И Й       | 2        | За кров до перемоги                       | США                                       | Режисер: Бен Янгер; Сценарій: Бен Янгер; Актори: Майлз Теллер, Кеті Сагал, Аарон Екхарт                                                                          | біографічна драма             |
| Л Ю Т И Й       | 2        | Інфоголік                                 | Україна                                   | Режисер: Валентин Шпаков, Владислав Климчук; Актори: Євген Янович, Олег Маслюк, Олена Березовець                                                                 | комедія                       |
| Л Ю Т И Й       | 2        | Космос між нами                           | США                                       | Режисер: Пітер Челсом; Сценарій: Аллан Лоб; Актори: Брітт Робертсон, Гарі Олдман, Ейса Баттерфілд                                                                | науково-фантастична мелодрама |
| Л Ю Т И Й       | 2        | Рідні                                     | Німеччина · Латвія · Естонія · Україна    | Режисер: Віталій Манський; Сценарій: Віталій Манський; | документальний                |
| Л Ю Т И Й       | 9        | Lego Фільм: Бетмен                        | США                                       | Режисер: Кріс Мак-Кей; Сценарій: Сет Грем-Сміт; Актори: Вілл Арнетт, Рейф Файнс, Розаріо Доусон                                                                  | анімаційна комедія            |
| Л Ю Т И Й       | 9        | Джон Уік 2                                | США                                       | Режисер: Чад Стагельський; Сценарій: Дерек Кольстад; Актори: Кіану Рівз, Коммон, Бріджит Мойнаган                                                                | бойовик                       |
| Л Ю Т И Й       | 9        | Ілюзія кохання                            | Франція                                   | Режисер: Ніколь Гарсія; Сценарій: Жак Ф'єскі, Ніколь Гарсія; Актори: Маріон Котіяр, Алекс Брендемюль, Луї Гаррель                                                | мелодрама                     |
| Л Ю Т И Й       | 9        | П'ятдесят відтінків темряви               | США                                       | Режисер: Джеймс Фолі; Сценарій: Найл Леонард; Актори: Дакота Джонсон, Джеймі Дорнан, Кім Бейсінгер                                                               | еротична мелодрама            |
| Л Ю Т И Й       | 9        | Суперстюард                               | США                                       | Режисер: Сем Фрідлендер; Сценарій: Майк Сіковіц; Актори: Марк Фоєрстін, Джессіка Лаундс, Стенлі Туччі                                                            | комедія                       |
| Л Ю Т И Й       | 16       | Голос монстра                             | США · Велика Британія · Іспанія           | Режисер: Хуан Антоніо Байона; Сценарій: Патрік Несс; Актори: Льюїс Мак-Дугалл, Ліам Нісон, Сігурні Вівер                                                         | драматичне фентезі            |
| Л Ю Т И Й       | 16       | Махач вчителів                            | США                                       | Режисер: Річі Кін; Сценарій: Ван Робічо, Еван Сассер; Актори: Ice Cube, Чарлі Дей, Крістіна Гендрікс                                                             | комедія                       |
| Л Ю Т И Й       | 16       | Оселя зла: Фінальна битва                 | Німеччина · Канада · Франція · Австралія  | Режисер: Пол В. С. Андерсон; Сценарій: Пол В. С. Андерсон; Актори: Мілла Йовович, Елі Лартер, Шон Робертс, Вільям Леві                                           | науково-фантастичний бойовик  |
| Л Ю Т И Й       | 16       | Патерсон                                  | США                                       | Режисер: Джим Джармуш; Сценарій: Джим Джармуш; Актори: Адам Драйвер, Гольшіфте Фарахані, Кара Гейворд                                                            | романтична комедія            |
| Л Ю Т И Й       | 16       | Привиди Елоїз                             | США                                       | Режисер: Роберт Легато; Сценарій: Крістофер Борреллі; Актори: Чейс Кройфорд, Еліза Душку, Роберт Патрік                                                          | трилер, жахи                  |
| Л Ю Т И Й       | 23       | Автобан                                   | США · Німеччина                           | Режисер: Ерен Кріві; Сценарій: Ф. Скотт Фрейзер, Ерен Кріві; Актори: Фелісіті Джонс, Ентоні Гопкінс, Ніколас Голт                                                | бойовик                       |
| Л Ю Т И Й       | 23       | Дорога честі                              | США                                       | Режисер: Джейсон Момоа; Сценарій: Джонатан Гіршбейн, Джейсон Момоа, Роберт Гомер Моллоган; Актори: Джейсон Момоа, Сара Шахі, Ліза Боне                           | драматичний трилер            |
| Л Ю Т И Й       | 23       | Гіркі жнива                               | Канада                                    | Режисер: Джордж Менделюк, Ян Ігнатович; Сценарій: Джордж Менделюк, Річард Бачинський-Гувер; Актори: Теренс Стемп, Макс Айронс, Саманта Баркс, Баррі Пеппер       | історична драма               |
| Л Ю Т И Й       | 23       | Життя і мета собаки                       | США                                       | Режисер: Лассе Галльстрьом; Сценарій: Одрі Уеллс; Актори: Брітт Робертсон, Денніс Квейд, Джош Гад                                                                | комедійна драма               |
| Л Ю Т И Й       | 23       | Побачення наосліп                         | Німеччина                                 | Режисер: Марк Ротемунд; Сценарій: Олівер Цігенбальг, Рут Тома; Актори: Костя Улльман, Рувен Блессінг, Людгер Пістор                                              | комедія                       |
| Л Ю Т И Й       | 23       | Червона черепаха                          | Франція · Бельгія · Японія                | Режисер: Мікаель Дюдок де Віт; Сценарій: Мікаель Дюдок де Віт, Паскаль Ферран;                                                                                   | анімаційна драма              |
| Б Е Р Е З Е Н Ь | 2        | Золото                                    | США                                       | Режисер: Стівен Гейган; Сценарій: Патрік Мессет, Джон Зінмен; Актори: Меттью Макконехі, Едгар Рамірес, Брайс Даллас Говард                                       | кримінал, пригоди             |
| Б Е Р Е З Е Н Ь | 2        | Лев                                       | США                                       | Режисер: Гарт Девіс; Сценарій: Люк Дейвіс; Актори: Дев Пател, Ніколь Кідман, Руні Мара                                                                           | драма                         |
| Б Е Р Е З Е Н Ь | 2        | Лоґан: Росомаха                           | США                                       | Режисер: Джеймс Менголд; Сценарій: Майкл Грін, Девід Джеймс Келлі; Актори: Г'ю Джекмен, Патрік Стюарт, Елізабет Родрігес                                         | супергеройський бойовик       |
| Б Е Р Е З Е Н Ь | 8        | Джекі                                     | США · Чилі · Франція                      | Режисер: Пабло Ларраін; Сценарій: Ной Оппенгайм; Актори: Наталі Портман, Грета Гервіг, Пітер Сарсгаард                                                           | біографічна драма             |
| Б Е Р Е З Е Н Ь | 9        | Війна                                     | Данія                                     | Режисер: Тобіас Ліндгольм; Сценарій: Тобіас Ліндгольм; Актори: Пілоу Асбек, Дар Салім                                                                            | військова драма               |
| Б Е Р Е З Е Н Ь | 9        | Конг: Острів Черепа                       | США                                       | Режисер: Джордан Вот-Робертс; Сценарій: Макс Боренштейн та інші; Актори: Том Гіддлстон, Брі Ларсон, Джейсон Мітчелл                                              | фентезійний бойовик           |
| Б Е Р Е З Е Н Ь | 9        | Т2 Трейнспоттінг                          | Велика Британія                           | Режисер: Денні Бойл; Сценарій: Джон Годж; Актори: Юен Мак-Грегор, Юен Бремнер, Джонні Лі Міллер                                                                  | трагікомедія                  |
| Б Е Р Е З Е Н Ь | 9        | Тоні Ердманн                              | Німеччина · Австрія                       | Режисер: Марен Аде; Сценарій: Марен Аде; Актори: Петер Зімонішек, Зандра Гюллер, Влад Іванов                                                                     | трагікомедія                  |
| Б Е Р Е З Е Н Ь | 9        | Super Алібі                               | Франція                                   | Режисер: Філіпп Лашо; Сценарій: Жульєн Арруті, Філіпп Лашо, П'єр Дудан; Актори: Філіпп Лашо, Елоді Фонтан, Жульєн Арруті, Тарек Будалі, Дідьє Бурдон, Наталі Бей | комедія                       |
| Б Е Р Е З Е Н Ь | 16       | Красуня і Чудовисько                      | США                                       | Режисер: Білл Кондон; Сценарій:Стівен Чбоскі, Еван Спіліотопулос; Актори: Емма Вотсон, Ден Стівенс, Люк Еванс                                                    | музичне фентезі               |
| Б Е Р Е З Е Н Ь | 16       | Провини наші                              | Велика Британія · США                     | Режисер: Адам Сміт; Сценарій: Аластер Сиддонс; Актори: Майкл Фассбендер, Брендан Глісон, Шон Гарріс                                                              | кримінальна драма             |
| Б Е Р Е З Е Н Ь | 16       | Секс-Тріп                                 | США                                       | Режисер: Ентоні Дж. Коен; Сценарій: Марк Прей, Ентоні Дж. Коен; Актори: Джейд Ремсі, Луїс Менділор, Марк Крамптон                                                | комедія                       |
| Б Е Р Е З Е Н Ь | 16       | Спліт                                     | США                                       | Режисер: М. Найт Ш'ямалан; Сценарій: М. Найт Ш'ямалан; Актори: Джеймс Мак-Евой, Аня Тейлор-Джой, Бетті Баклі                                                     | жахи, трилер                  |
| Б Е Р Е З Е Н Ь | 23       | Бебі бос                                  | США                                       | Режисер: Том Мак-Грат; Сценарій: Майкл Мак-Каллерс; Озвучення: Алек Болдвін, Майлз Бакші, Паттон Освальт, Стів Бушемі                                            | анімаційна комедія            |
| Б Е Р Е З Е Н Ь | 23       | Демон всередині                           | США · Велика Британія                     | Режисер: Андре Овредал; Сценарій: Йен Голдберг, Річард Наїнг; Актори: Браян Кокс, Еміль Гірш, Олуен Келлі                                                        | трилер, хорор                 |
| Б Е Р Е З Е Н Ь | 23       | Життя                                     | США                                       | Режисер: Деніель Еспіноза; Сценарій: Ретт Різ, Пол Вернік; Актори: Джейк Джилленгол, Ребекка Фергюсон, Раян Рейнольдс                                            | науково-фантастичний трилер   |
| Б Е Р Е З Е Н Ь | 23       | Каліфорнійський дорожній патруль          | США                                       | Режисер: Декс Шепард; Сценарій: Декс Шепард; Актори: Майкл Пенья, Декс Шепард, Джессіка Мак-Немі                                                                 | комедійний бойовик            |
| Б Е Р Е З Е Н Ь | 23       | Комівояжер                                | Іран                                      | Режисер: Асгар Фархаді; Сценарій: Асгар Фархаді; Актори: Шахаб Хоссейні, Таране Алідості                                                                         | драма                         |
| Б Е Р Е З Е Н Ь | 23       | Могутні рейнджери                         | США · Канада                              | Режисер: Дін Ізраелайт; Сценарій: Джон Гейтінз; Актори: Браян Кренстон, Елізабет Бенкс, Білл Гейдер, Наомі Скотт                                                 | супергеройський бойовик       |
| Б Е Р Е З Е Н Ь | 30       | Вічність                                  | Франція · Бельгія                         | Режисер: Чан Ань Хунг; Сценарій: Чан Ань Хунг; Актори: Одрі Тоту, Мелані Лоран, Береніс Бежо                                                                     | мелодрама                     |
| Б Е Р Е З Е Н Ь | 30       | Правила не застосовуються                 | США                                       | Режисер: Воррен Бітті; Сценарій: Воррен Бітті; Актори: Воррен Бітті, Лілі Коллінз, Олден Ейренрайк                                                               | мелодрама                     |
| Б Е Р Е З Е Н Ь | 30       | Привид у броні                            | США                                       | Режисер: Руперт Сендерс; Сценарій: Джонатан Герман, Джеймі Мосс; Актори: Скарлетт Йоганссон, Пілоу Асбек, Майкл Пітт                                             | науково-фантастичний бойовик  |
| Б Е Р Е З Е Н Ь | 30       | Смурфики: Загублене містечко              | США                                       | Режисер: Келлі Есбері; Сценарій: Стейсі Гарман, Памела Рібон; Актори: Демі Ловато, Менді Патінкін, Джек Мак-Браєр                                                | анімаційна комедія            |

### Квітень— Червень
| Прем'єра      | Прем'єра | Назва                                    | Країна                         | Творці й актори | Жанр                                 |
| ------------- | -------- | ---------------------------------------- | ------------------------------ | --- | ------------------------------------ |
| К В І Т Е Н Ь | 6        | Красиво піти                             | США                            | Режисер: Зак Брафф; Сценарій: Теодор Мелфі; Актори: Морган Фрімен, Майкл Кейн, Алан Аркін                                                                                     | кримінальна комедія                  |
| К В І Т Е Н Ь | 6        | Ліки від щастя                           | США · Німеччина                | Режисер: Гор Вербінскі; Сценарій: Джастін Гейт; Актори: Дейн ДеГаан, Mia Гот, Джейсон Айзекс                                                                                  | містичний трилер                     |
| К В І Т Е Н Ь | 6        | Післявесільний розгром                   | Австралія                      | Режисер: Марк Лампрелл; Сценарій: Дін Крейг; Актори: Ксав'є Самюель, Кріс Маршалл, Дакре Монтгомері, Кевін Бішоп, Райан Корр                                                  | комедія                              |
| К В І Т Е Н Ь | 13       | Пригоди Барбадога                        | Росія                          | Режисер: Юрій Мамонтов, Оксана Синькова, Сергій Сидоренко, Євґєнія Іль'їна; Сценарій: Юрій Мамонтов, Оксана Синькова, Сергій Сидоренко, Євґєнія Іль'їна; Актори: без діалогів | анімація                             |
| К В І Т Е Н Ь | 13       | Доньки-матері                            | Франція                        | Режисер: Ноемі Сагліо; Сценарій: Ноемі Сагліо; Актори: Жюльєтт Бінош, Камілль Коттін, Ламбер Вільсон, Мікаель Діштер                                                          | комедія                              |
| К В І Т Е Н Ь | 13       | Мандрівка часу                           | США                            | Режисер: Терренс Малік; Сценарій: Терренс Малік; Актори: Бред Пітт, Кейт Бланшетт                                                                                             | документальний                       |
| К В І Т Е Н Ь | 13       | Місячне сяйво                            | США                            | Режисер: Баррі Дженкінс; Сценарій: Баррі Дженкінс; Актори: Треванте Роудс, Андре Голленд, Жанель Моне                                                                         | драма                                |
| К В І Т Е Н Ь | 13       | Форсаж 8                                 | США                            | Режисер: Фелікс Гері Грей; Сценарій: Кріс Морган; Актори: Він Дізель, Мішель Родрігес, Двейн Джонсон, Тайріз Гібсон                                                           | бойовик, трилер                      |
| К В І Т Е Н Ь | 20       | Урфін Джус та його дерев'яні солдати     | Росія                          | Режисер: Володимир Торопчин, Дарина Шмідт, Федір Дмитрієв; Сценарій: Олександр Боярський, Дарина Шмідт; Актори: Констанін Хабєнскій, Сергій Шнуров, Дмитро Дюжев              | анімація                             |
| К В І Т Е Н Ь | 20       | Байбаймен                                | США                            | Режисер: Стейсі Тайтл; Сценарій: Роберт Деймон Шнек, Джонатан Пеннер; Актори: Дуглас Сміт, Крессіда Бонас, Люсьєн Лавісконт, Даґ Джонс                                        | містика, хорор                       |
| К В І Т Е Н Ь | 20       | Уна                                      | США · Велика Британія · Канада | Режисер: Бенедикт Ендрюс; Сценарій: Девід Гарравер; Актори: Руні Мара, Бен Мендельсон, Індіра Варма                                                                           | драма                                |
| К В І Т Е Н Ь | 20       | Dustards                                 | Україна                        | Режисер: Станіслав Гуренко; Сценарій: Олександр Бойко, Сергій Півненко; Актори: Ігор Калюх, Сергій Дозер, Олександр Попко, Володимир Черемис                                  | документальний                       |
| К В І Т Е Н Ь | 27       | Пастка                                   | США                            | Режисер: Джордан Піл; Сценарій: Джордан Піл; Актори: Деніел Калуя, Еллісон Вільямс, Бредлі Вітфорд                                                                            | фільм жахів                          |
| К В І Т Е Н Ь | 27       | Рок Дог                                  | США · КНР                      | Режисер: Еш Браннон; Сценарій: Еш Браннон, Курт Воелькер; Актори: Люк Вілсон, Едді Іззард, Дж. К. Сіммонс                                                                     | анімація, музика, пригоди, сімейний  |
| К В І Т Е Н Ь | 27       | Перестрілка                              | Велика Британія                | Режисер: Бен Вітлі; Сценарій: Емі Джамп, Бен Вітлі; Актори: Брі Ларсон, Шарлто Коплі, Армі Гаммер                                                                             | кримінальний бойовик                 |
| К В І Т Е Н Ь | 27       | Таємний агент                            | Велика Британія                | Режисер: Майкл Аптед; Сценарій: Пітер О'Браєн; Актори: Нумі Рапас, Орландо Блум, Майкл Дуглас                                                                                 | бойовик, трилер                      |
| К В І Т Е Н Ь | 27       | Сфера                                    | США                            | Режисер: Джеймс Понсольдт; Сценарій: Джеймс Понсольдт, Дейв Еггерс; Актори: Емма Вотсон, Том Генкс, Джон Боєга                                                                | фантастичний трилер                  |
| Т Р А В Е Н Ь | 4        | Вартові галактики 2                      | США                            | Режисер: Джеймс Ґанн; Сценарій: Джеймс Ганн; Актори: Кріс Пратт, Зої Салдана, Дейв Батіста, Він Дізель                                                                        | супергеройський бойовик              |
| Т Р А В Е Н Ь | 4        | Обіцянка                                 | США                            | Режисер: Террі Джордж; Сценарій: Террі Джордж, Робін Свікорд; Актори: Оскар Айзек, Шарлотта Ле Бон, Крістіан Бейл                                                             | історична драма                      |
| Т Р А В Е Н Ь | 11       | Загублене місто Z                        | США                            | Режисер: Джеймс Грей; Сценарій: Джеймс Грей; Актори: Чарлі Ганнем, Том Голланд, Роберт Паттінсон                                                                              | пригодницька біографія               |
| Т Р А В Е Н Ь | 11       | Король Артур: Легенда меча               | США · Австралія                | Режисер: Гай Річі; Сценарій: Джобі Гарольд; Актори: Чарлі Ганнем, Астрід Берже-Фрісбі, Джуд Лоу                                                                               | пригодницьке фентезі                 |
| Т Р А В Е Н Ь | 11       | Чарівні чудові                           | Велика Британія · США          | Режисер: Саймон Ебауд; Сценарій: Саймон Ебауд; Актори: Джессіка Браун-Фіндлі, Том Вілкінсон, Ендрю Скотт                                                                      | фентезійна мелодрама                 |
| Т Р А В Е Н Ь | 18       | Чужа молитва                             | Україна · Грузія               | Режисер: Ахтем Сеїтаблаєв; Актори: Лілія Яценко, Ахтем Сеїтаблаєв, Веніамін Прибура                                                                                           | історична драма                      |
| Т Р А В Е Н Ь | 18       | Чужий: Заповіт                           | США                            | Режисер: Рідлі Скотт; Сценарій: Майкл Грін, Джон Логан; Актори: Майкл Фассбендер, Кетрін Вотерстон                                                                            | науково-фантастичний бойовик         |
| Т Р А В Е Н Ь | 25       | Поцілунок Беатріс                        | Франція · Бельгія              | Режисер: Мартен Прово; Сценарій: Мартен Прово; Актори: Катрін Денев, Катрін Фро, Олів'є Гурме                                                                                 | драма                                |
| Т Р А В Е Н Ь | 25       | Пірати Карибського моря: Помста Салазара | США                            | Режисер: Хоакім Роннінг, Еспен Сандберґ; Сценарій: Джефф Натансон; Актори: Джонні Депп, Хав'єр Бардем, Джеффрі Раш                                                            | пригодницьке фентезі                 |
| Ч Е Р В Е Н Ь | 1        | Диво-жінка                               | США                            | Режисер: Петті Дженкінс; Сценарій: Джейсон Ф'юкс; Актори: Галь Гадот, Кріс Пайн, Денні Г'юстон, Робін Райт                                                                    | супергеройський бойовик              |
| Ч Е Р В Е Н Ь | 1        | Рятувальники Малібу                      | США                            | Режисер: Сет Гордон; Сценарій: Даміан Шеннон, Марк Свіфт; Актори: Двейн Джонсон, Зак Ефрон, Олександра Даддаріо                                                               | комедія                              |
| Ч Е Р В Е Н Ь | 1        | Підводна ера                             | США · Іспанія · Бельгія        | Режисер: Джуліо Сото Гарпід; Актори: Джастін Фелбінгер, Стівен Г'юз, Террі Дуглас, Елізабет Грей                                                                              | анімація, комедія, пригоди, сімейний |
| Ч Е Р В Е Н Ь | 8        | Чорний метелик                           | США                            | Режисер': Браян Ґудман; Сценарій: Марк Фрідман, Джастін Стенлі Актори: Антоніо Бандерас, Джонатан Ріс Майерс, Пайпер Перабо                                                   | трилер                               |
| Ч Е Р В Е Н Ь | 8        | Його собаче діло                         | США                            | Режисер: Марк Каллен, Робб Каллен;; Сценарій: Марк Каллен, Роб Каллен Актори: Брюс Вілліс, Джейсон Момоа, Джон Ґудмен                                                         | комедія, екшн                        |
| Ч Е Р В Е Н Ь | 8        | Кілер мимоволі                           | Франція · Бельгія              | Режисер: Паскаль Шомей; Сценарій: Франц Бартельт, Мішель Блан; Актори: Ромен Дюріс, Мішель Блан, Аліс Белаїді                                                                 | комедія                              |
| Ч Е Р В Е Н Ь | 8        | Мумія                                    | США                            | Режисер: Алекс Куртцман; Сценарій: Джон Спейтс; Актори: Том Круз, Анабель Волліс, Софія Бутелла, Рассел Кроу                                                                  | пригодницький бойовик                |
| Ч Е Р В Е Н Ь | 15       | Візьми мене штурмом                      | Франція                        | Режисер: Дені Бун; Сценарій: Дені Бун, Сара Камінскі; Актори: Дені Бун, Аліс Поль, Мішель Блан, Іван Атталь, Сабіна Азема                                                     | комедія                              |
| Ч Е Р В Е Н Ь | 15       | Розваги дорослих дівчат                  | США                            | Режисер: Люсія Аніелло; Сценарій: Люсія Аніелло, Пол Даунс; Актори: Скарлетт Йоганссон, Кейт МакКіннон, Джиліан Белл                                                          | комедія                              |
| Ч Е Р В Е Н Ь | 15       | Тачки 3                                  | США                            | Режисер: Браян Фі; Сценарій: Роберт Л. Бейрд, Ден Герсон; Озвучення: Оуен Вілсон, Ларрі-кабельник, Бонні Гант                                                                 | анімаційна комедія                   |
| Ч Е Р В Е Н Ь | 22       | Безсоромна мандрівка                     | США                            | Режисер: Джонатан Левайн; Сценарій: Кеті Діппольд; Актори: Емі Шумер, Голді Гоун, Крістофер Мелоні                                                                            | комедія                              |
| Ч Е Р В Е Н Ь | 22       | Трансформери: Останній лицар             | США                            | Режисер: Майкл Бей; Сценарій: Метт Голлоуей, Артур Маркам, Кен Нолан; Актори: Марк Волберг, Ізабелла Монер, Джош Демел                                                        | науково-фантастичний бойовик         |
| Ч Е Р В Е Н Ь | 29       | Нікчемний я 3                            | США                            | Режисер: П'єр Коффін, Кайл Балда; Сценарій: Кен Дауріо, Сінко Пол; Озвучення: Стів Керелл, Трей Паркер, Крістен Віг                                                           | анімаційна комедія                   |
| Ч Е Р В Е Н Ь | 29       | Операція «Казино»                        | США                            | Режисер: Ендрю Джей Коен; Сценарій: Ендрю Джей Коен, Брендан О'Браєн; Актори: Вілл Ферелл, Емі Полер, Раян Сімпкінс                                                           | комедія                              |
| Ч Е Р В Е Н Ь | 29       | Гіпопотам                                | Велика Британія                | Режисер: Джон Дженкс; Сценарій: Бланш Макінтайр, Том Годжсон, Джон Фіннмор, Робін Гілл; Актори: Роджер Аллам, Том Чарлз, Род Гленн, Ендрю Александр, Расселл Тові             | комедія                              |

### Липень— Вересень
| Прем'єра        | Прем'єра | Назва                           | Країна                         | Творці й актори | Жанр                                   |
| --------------- | -------- | ------------------------------- | ------------------------------ | --- | -------------------------------------- |
| Л И П Е Н Ь     | 6        | Він і Вона                      | Франція · Бельгія              | Режисер: Ніколя Бедос; Сценарій: Ніколя Бедос, Дорія Тільє; Актори: Дорія Тільє, Ніколя Бедо, Дені Поділідес                                                                   | комедія, мелодрама                     |
| Л И П Е Н Ь     | 6        | Людина-павук: Повернення додому | США                            | Режисер: Джон Уоттс; Сценарій: Джон Френсіс Делі, Джонатан Гордстейн та інші; Актори: Том Голланд, Майкл Кітон                                                                 | супергеройський бойовик                |
| Л И П Е Н Ь     | 13       | Війна за планету мавп           | США                            | Режисер: Метт Рівз; Сценарій: Метт Рівз, Марк Бомбек; Актори: Вуді Гаррельсон, Енді Серкіс, Габріель Чаваррі                                                                   | науково-фантастичний бойовик           |
| Л И П Е Н Ь     | 13       | Постріл в безодню               | США                            | Режисер: Рік Роман Во; Сценарій: Рік Роман Во; Актори: Ніколай Костер-Валдау, Лейк Белл, Джон Бернтал, Еморі Коен, Джеффрі Донован, Івен Джонс, Бенджамін Бретт                | кримінал, драма, трилер                |
| Л И П Е Н Ь     | 20       | У всьому винен єнот             | США                            | Режисер: Робін Свайкорд; Сценарій: Робін Свайкорд; Актори: Браян Кренстон, Дженніфер Гарнер, Беверлі Д'Анджело, Джейсон О'Мара, Піппа Беннетт-Ворнер                           | драма                                  |
| Л И П Е Н Ь     | 20       | Дюнкерк                         | США · Велика Британія          | Режисер: Крістофер Нолан; Сценарій: Крістофер Нолан; Актори: Фіонн Вайтгед, Гаррі Стайлс, Том Гарді                                                                            | військова драма                        |
| Л И П Е Н Ь     | 27       | Атомна блондинка                | США                            | Режисер: Девід Леітчн; Сценарій: Курт Джонстад; Актори: Шарліз Терон, Джеймс Мак-Евой, Джон Гудмен                                                                             | шпигунський трилер                     |
| Л И П Е Н Ь     | 27       | Матриця часу                    | США                            | Режисер: Рі Руссо-Янг; Сценарій: Марія Мадженті; Актори: Зої Дойч, Еріка Трамбле, Галстон Сейдж                                                                                | драма                                  |
| Л И П Е Н Ь     | 27       | Мій ангел                       | Франція · Бельгія              | Режисер: Гаррі Клевен; Сценарій: Гаррі Клевен, Томас Гюнциг; Актори: Флер Жеффріє, Ханна Будро, Майя Дорі, Еліна Левенсон                                                      | мелодрама                              |
| С Е Р П Е Н Ь   | 3        | Наречений на двох               | Франція                        | Режисер: Рем Керисі; Сценарій: Стефан Казанджян, Рем Керисі; Актори: Рем Керисі, Ніколя Дювошель, Джулія Піатон                                                                | комедія                                |
| С Е Р П Е Н Ь   | 3        | Темна Вежа                      | США                            | Режисер: Ніколай Арсель; Сценарій: Ніколай Арсель, Аківа Голдсман, Андерс Томас Янсен, Джефф Пінкнер; Актори: Ідріс Ельба, Меттью Макконехі                                    | Науково-фантастичний, Вестерн, Фентезі |
| С Е Р П Е Н Ь   | 10       | Анабель: Створення              | США                            | Режисер: Девід Ф. Сандберг; Сценарій: Гарі Доберман; Актори: Стефані Сігман, Таліта Бейтман, Ентоні Лапалья                                                                    | жахи                                   |
| С Е Р П Е Н Ь   | 10       | Валеріан та місто тисячі планет | Франція                        | Режисер: Люк Бессон; Сценарій: Люк Бессон; Актори: Дейн Де Гаан, Кара Делевінь, Клайв Оуен                                                                                     | наукова фантастика                     |
| С Е Р П Е Н Ь   | 17       | Божевільні сусіди               | Франція · Бельгія              | Режисер: Філіпп де Шоврон; Сценарій: Гі Лоран, Марк де Шоврон, Філіпп де Шоврон; Актори: Крістіан Клав'є, Ельза Зільберштейн, Ері Абіттан                                      | комедія                                |
| С Е Р П Е Н Ь   | 17       | Емоджі Муві                     | США                            | Режисер: Ентоні Леондіс; Сценарій: Ентоні Леондіс, Ерік Сігел; Актори: Ті Джей Міллер, Джеймс Корден, Анна Феріс, Патрік Стюарт, Майя Рудольф, Кристина Агілера, Софія Вергара | мультфільм, комедія, сімейний          |
| С Е Р П Е Н Ь   | 17       | Вітряна ріка                    | США · Велика Британія · Канада | Режисер: Тейлор Шерідан; Сценарій: Тейлор Шерідан; Актори: Елізабет Олсен, Джеремі Реннер                                                                                      | драматичний трилер                     |
| С Е Р П Е Н Ь   | 17       | Тілоохоронець кілера            | США                            | Режисер: Патрік Г'юз; Сценарій: Том О'коннор; Актори: Раян Рейнольдс, Семюел Л. Джексон, Гері Олдмен                                                                           | комедійний бойовик                     |
| С Е Р П Е Н Ь   | 18       | Мова майбутнього                | Іспанія                        | Сценарій: Ніколас Алкала; | документальний, короткометражка        |
| С Е Р П Е Н Ь   | 19       | Астероїди!                      | США                            | Режисер: Ерік Дарнелл; Сценарій: Ерік Дарнелл; Актори: Ерік Дарнелл, Елізабет Бенкс                                                                                            | мультфільм, короткометражка            |
| С Е Р П Е Н Ь   | 24       | На драйві                       | США · Велика Британія          | Режисер: Едгар Райт; Сценарій: Едгар Райт; Актори: Енсел Елгорт, Лілі Джеймс, Джеймі Фокс                                                                                      | кримінальна комедія                    |
| С Е Р П Е Н Ь   | 24       | Червоний                        | Україна                        | Режисер: Заза Буадзе; Сценарій: Андрій Кокотюха; Актори: Микола Береза, Олег Шульга, Олександр Мавріц                                                                          | історичний бойовик                     |
| С Е Р П Е Н Ь   | 31       | DZIDZIO Контрабас               | Україна                        | Режисер: Олег Борщевський; Сценаристи: Володимир Нагорний, Михайло Хома, Сергій Лавренюк, Павло Сушко; Актори: Михайло Хома, Назарій Гук, Орест Галицький                      | комедія                                |
| С Е Р П Е Н Ь   | 31       | Привиди Ісмаєля                 | Франція                        | Режисер: Арно Деплешен; Сценаристи: Арно Деплешен, Леа Місіус, Жулі Пейр; Актори: Матьє Амальрік, Шарлотта ГенсбурМаріон Котіяр                                                | драма                                  |
| С Е Р П Е Н Ь   | 31       | Рівень чорного                  | Україна                        | Режисер: Валентин Васянович; Актори: Костянтин Мохнач, Катерина Молчанова | документальна драма                    |
| В Е Р Е С Е Н Ь | 7        | Воно                            | США                            | Режисер: Андрес Мускетті; Сценарій: Гарі Доберман, Чейз Палмер; Актори: Білл Скашгорд, Хав'єр Ботет, Джейден Ліберер                                                           | жахи, драма                            |
| В Е Р Е С Е Н Ь | 7        | Удача Лохана                    | США                            | Режисер: Стівен Содерберг; Сценарій: Ребекка Блант; Актори: Ченнінг Тейтум, Адам Драйвер, Деніел Крейг                                                                         | кримінальна драма                      |
| В Е Р Е С Е Н Ь | 7        | Знову вдома                     | США                            | Режисер: Голлі Меєрс-Шаєр; Сценарій: Голлі Меєрс-Шаєр; Актори: Різ Візерспун, Майкл Шин, Кендіс Берген                                                                         | романтична комедія, драма              |
| В Е Р Е С Е Н Ь | 14       | Ізі                             | Україна · Італія               | Режисер: Андреа Маньяні; Сценарій: Андреа Маньяні; Актори: Остап Ступка, Вероніка Шостак, Орест Гарда                                                                          | комедія                                |
| В Е Р Е С Е Н Ь | 14       | Мати!                           | США                            | Режисер: Даррен Аронофскі; Сценарій: Даррен Аронофскі; Актори: Дженніфер Лоренс, Хав'єр Бардем, Ед Гарріс                                                                      | драма, жахи                            |
| В Е Р Е С Е Н Ь | 14       | Тюльпанова лихоманка            | Велика Британія · США          | Режисер: Джастін Чедвік; Сценарій: Том Стоппард; Актори: Алісія Вікандер, Дейн ДеГаан, Зак Галіфіанакіс                                                                        | історична драма                        |
| В Е Р Е С Е Н Ь | 21       | Квадрат                         | Швеція · Данія · США · Франція | Режисер: Рубен Естлунд; Сценарій: Рубен Естлунд; Актори: Клас Банг, Елізабет Мосс, Домінік Вест                                                                                | драма                                  |
| В Е Р Е С Е Н Ь | 21       | Kingsman: Золоте кільце         | США                            | Режисер: Метью Вон; Сценарій: Джейн Голдман, Метью Вон; Актори: Терон Еґертон, Геллі Беррі, Джуліанн Мур                                                                       | комедійний бойовик                     |
| В Е Р Е С Е Н Ь | 21       | Lego Фільм: Ніндзяго            | США                            | Режисер: Чарлі Бін; Сценарій: Гіларі Вінстон, Боб Логан, Пол Фішер; Актори: Дейв Франко, Майкл Пенья, Фред Армісен                                                             | анімаційна комедія                     |
| В Е Р Е С Е Н Ь | 21       | Сховище                         | США                            | Режисер: Ден Буш; Сценарій: Ден Буш, Конел Бірн; Актори: Франческа Іствуд, Терін Меннінг, Скотт Гейз, К'оріанка Кілчер, Кліфтон Коллінз-молодший, Джеймс Франко                | трилер                                 |
| В Е Р Е С Е Н Ь | 28       | Припутні                        | Україна                        | Режисер: Аркадій Непиталюк; Сценарій: Аркадій Непиталюк, Роман Горбик; Актори: Дмитро Хом'як, Ніна Набока, Олена Узлюк                                                         | комедія                                |
| В Е Р Е С Е Н Ь | 28       | Нотатки від татка               | США                            | Режисер: Аманда Шарп; Сценарій: Аманда Шарп; Актори: Рей Ліотта, Роуз Леслі, Джина Родрігес, Джастін Барта                                                                     | драма, комедія, сімейний               |
| В Е Р Е С Е Н Ь | 28       | Статус Бреда                    | США                            | Режисер: Майк Вайт; Сценарій: Майк Вайт; Актори: Бен Стіллер, Майкл Шин, Дженна Фішер,Люк Вілсон, Остін Абрамс                                                                 | драма, комедія                         |
| В Е Р Е С Е Н Ь | 28       | Американський убивця            | США                            | Режисер: Майкл Куеста; Сценарій: Стівен Шифф, Майкл Фінч, Едвард Цвік, Маршалл Херсковіц; Актори: Ділан О'Браєн, Майкл Кітон, Санаа Летен, Шива Негар, Тейлор Кітч             | трилер, бойовик                        |

### Жовтень— Грудень
| Прем'єра        | Прем'єра | Назва                                     | Країна                                           | Творці й актори | Жанр                                           |
| --------------- | -------- | ----------------------------------------- | ------------------------------------------------ | --- | ---------------------------------------------- |
| Ж О В Т Е Н Ь   | 5        | Банда котиків                             | Мексика                                          | Режисер: Андрес Кутер'є; Сценарій: Дуглас Лангдейл, Джеймс Крейг, Хорхе Рамірес Суарес; Актори: Дерін Де Пол, Бен Діскін, Девід Хоффман, Марієв Херінгтон, Кріс Еджерлі                          | мультфільм, сімейний                           |
| Ж О В Т Е Н Ь   | 5        | Закляття: Наші дні                        | Велика Британія · Румунія                        | Режисер: Ксав'є Жанс; Сценарій: Чад Хейес, Кері Хейес; Актори: Софі Куксон, Корнеліу Уліч, Бріттані Ешворт, Метью Заяц, Діана Владу, Флоріан Войку, Хав'єр Ботет, Іван Гонсалес, Олівія Ніта     | трилер, жахи, детектив, містика                |
| Ж О В Т Е Н Ь   | 5        | Не твоє тіло                              | Італія                                           | Режисер: Сімон Годано; Сценарій: Кармен Данза, Джулія Стейджервальт; Актори: Кася Смутняк, П'єрфранческо Фавіно, Марта Гастін                                                                    | комедійна мелодрама                            |
| Ж О В Т Е Н Ь   | 5        | Той, хто біжить по лезу 2049              | США                                              | Режисер: Дені Вільньов; Сценарій: Гемптон Фанчер, Майкл Грін; Актори: Раян Гослінг, Гаррісон Форд, Робін Райт                                                                                    | науково-фантастичний трилер                    |
| Ж О В Т Е Н Ь   | 5        | Шибайголови                               | Франція · Німеччина                              | Режисер: Стівен Куейл; Сценарій: Річард Уенк, Люк Бессон; Актори: Дж. К. Сіммонс, Салліван Степлтон, Юен Бремнер, Сільвія Хукс, Чарлі Бьюлі                                                      | трилер, бойовик                                |
| Ж О В Т Е Н Ь   | 12       | Лагідна                                   | Франція · Німеччина · Нідерланди · Литва         | Режисер: Сергій Лозниця; Сценарій: Сергій Лозниця; Актори: Василина Маковцева, Валеріу Андрюце                                                                                                   | драма                                          |
| Ж О В Т Е Н Ь   | 12       | My Little Pony у кіно                     | США · Канада                                     | Режисер: Джейсон Тіссен; Сценарій: Ріта Хсіао, Меган МакКарті; Актори: Тара Стронг, Ешлі Бол, Андреа Лібмен, Табіта Джермейн, Кеті Візлак                                                        | комедія, мультфільм, пригоди, мюзикл, сімейний |
| Ж О В Т Е Н Ь   | 12       | Баррі Сіл: Король контрабанди             | США                                              | Режисер: Даг Лайман; Сценарій: Гері Спінеллі; Актори: Том Круз, Сара Райт, Джейма Мейс | кримінальний трилер                            |
| Ж О В Т Е Н Ь   | 12       | Сторожова застава                         | Україна                                          | Режисер: Юрій Ковальов; Сценарій: Сашко Дерманський, Ярослав Войцешек; Актори: Даниіл Каменський, Єва Кошева, Роман Луцький, Наталія Сумська                                                     | пригодницьке фентезі                           |
| Ж О В Т Е Н Ь   | 12       | Леді Макбет                               | Велика Британія                                  | Режисер: Вільям Олдройд; Сценарій: Еліс Берч; Актори: Флоренс П'ю, Космо Джарвіс, Крістофер Фейрбенк, Наомі Акі, Пол Гілтон                                                                      | драма                                          |
| Ж О В Т Е Н Ь   | 12       | Вотергейт: Падіння Білого дому            | США                                              | Режисер: Пітер Ландесман; Сценарій: Пітер Ландесман; Актори: Ліам Нісон, Даян Лейн, Мартон Чокаш, Майка Монро                                                                                    | історична драма, трилер                        |
| Ж О В Т Е Н Ь   | 12       | Борг проти Макінроя                       | Швеція · Данія · Фінляндія                       | Режисер: Янус Мец Педерсен; Сценарій: Ронні Сендал; Актори: Шая ЛаБаф, Сверрір Ґуднасон, Стеллан Скарсґард                                                                                       | біографічний, драма, спорт                     |
| Ж О В Т Е Н Ь   | 19       | Гарні часи                                | США                                              | Режисер: Бен Сефді, Джошуа Сефді; Сценарій: Рональд Бронштейн, Джошуа Сефді; Актори: Роберт Паттінсон, Дженніфер Джейсон Лі                                                                      | драма                                          |
| Ж О В Т Е Н Ь   | 19       | Аритмія                                   | Росія · Фінляндія · Німеччина                    | Режисер: Борис Хлєбніков; Сценарій: Борис Хлєбніков, Наталія Месчанінова; Актори: Олександр Яценко, Ірина Горбачова                                                                              | драма                                          |
| Ж О В Т Е Н Ь   | 19       | Учень                                     | Росія                                            | Режисер: Кирило Серебренніков; Сценарій: Кирило Серебренніков; Актори: Петро Скворцов, Вікторія Ісакова, Юлія Ауг                                                                                | драма                                          |
| Ж О В Т Е Н Ь   | 19       | Геошторм                                  | США                                              | Режисер: Дін Девлін; Сценарій: Дін Девлін, Пол Гійо та інші; Актори: Джерард Батлер, Еббі Корніш, Кетрін Віннік                                                                                  | науково-фантастичний бойовик                   |
| Ж О В Т Е Н Ь   | 19       | Гора між нами                             | США                                              | Режисер: Хані Абу-Ассад; Сценарій: Кріс Вайц; Актори: Ідріс Ельба, Кейт Вінслет | мелодрама                                      |
| Ж О В Т Е Н Ь   | 26       | Школа № 3                                 | Україна · Німеччина                              | Режисер: Ґеорґ Жено, Ліза Сміт; Сценарій: за мотивами документальної вистави «Моя Миколаївка» Наталі Ворожбит Актори: Даніїл Притула, Катерина Сергієва, Леся Фадіна                             | документальний фільм                           |
| Ж О В Т Е Н Ь   | 26       | ПАРАнормальний обмін                      | Франція                                          | Режисер: Бруно Шиш; Сценарій: Бруно Шиш, ніколас Мерсір'є, Фабріс Роже-Лакан; Актори: Луїза Бургуан, Стефан Де Гродт, П'єр-Франсуа Мартен-Лаваль                                                 | Комедія                                        |
| Ж О В Т Е Н Ь   | 26       | Ми – монстри                              | Німеччина · Велика Британія                      | Режисер: Хольгер Таппе; Сценарій: Девід Сефьер, Катаріна Юнк; Актори: Емілі Вотсон, Джейсон Ісаакс, Нік Фрост, Джессіка Браун Фіндлей, Кетрін Тейт, Ітан Руз, Еван Бейлі, Джессіка МакДональд    | Мультфільм, Жахи, Комедія, Сімейний            |
| Ж О В Т Е Н Ь   | 26       | Мир вашому дому!                          | Україна                                          | Режисер: Володимир Лєрт; Сценарій: Олександр Кузнєцов, Володимир Лєрт; Актори: Євген Князєв, Володимир Долинський, Антон Шагін, Софія Письман, Віктор Андрієнко                                  | трагікомедія                                   |
| Ж О В Т Е Н Ь   | 26       | Пила 8                                    | США · Канада                                     | Режисер: Майкл Спіріг, Пітер Спіріг; Сценарій: Піт Голдфінгер, Джош Столберг; Актори: Тобін Белл, Лора Вандервурт, Метт Пассмор, Каллум Кіт Ренні                                                | трилер, жахи                                   |
| Ж О В Т Е Н Ь   | 27       | Частка Бога                               | США                                              | Режисер: Джуліус Она; Сценарій: Орен Узіл, Даг Джанг; Актори: Даніель Брюль, Елізабет Дебікі, Гугу Мбата-Роу                                                                                     | науково-фантастичний трилер                    |
| Ж О В Т Е Н Ь   | 28       | Фіксики: Великий секрет                   | Росія                                            | Режисер: Васико Бедошвілі, Андрій Колпін, Іван Пшонкін; Сценарій: Євген Антропов, Георгій Васильєв; Актори: Дмитро Назаров, Діомід Виноградов, Олександр Пушной, Фелікс Головнін, Лариса Брохман | анімаційний фільм, пригоди                     |
| Л И С Т О П А Д | 2        | Афера доктора Нока                        | Франція                                          | Режисер: Лоррейн Леві; Сценарій: Олів'є Дельбоск; Актори: Омар Сі, Ана Жирардо, Алекс Лутц | комедія                                        |
| Л И С Т О П А Д | 2        | Джунглі                                   | Австралія                                        | Режисер: Грег Маклін; Сценарій: Джастін Монджо; Актори: Деніел Редкліфф, Алекс Рассел, Томас Кречманн                                                                                            | пригодницька драма                             |
| Л И С Т О П А Д | 2        | Дикун                                     | Франція                                          | Режисер: Едуард Делюк; Сценарій: Етьєн Комар, Едуард Делюк та інші; Актори: Венсан Кассель, Тугей Адамс, Пернілла Бергендорф                                                                     | біографічна мелодрама                          |
| Л И С Т О П А Д | 2        | Маленький вампір                          | Данія · Німеччина · Нідерланди · Велика Британія | Режисер: Ріхард Клаус, Карстен Кілеріх; Сценарій: Ріхард Клаус, Ларрі Вілсон; Актори: Джим Картер, Расмус Хардайкер, Еліс Крайдж, Тім Піготт-Сміт, Міріам Маргуліс                               | мультфільм, сімейний, жахи, комедія            |
| Л И С Т О П А Д | 2        | Подвійний коханець                        | Франція                                          | Режисер: Франсуа Озон; Сценарій: Франсуа Озон; Актори: Жаклін Біссет, Жеремі Реньє, Марина Вакт                                                                                                  | мелодрама, трилер                              |
| Л И С Т О П А Д | 2        | Принцеса-жабка: Таємниця чарівної кімнати | КНР · США                                        | Режисер: Чан Гуансі, Пен Фей; Сценарій: Пен Фей, Чжень Ліґуа; Актори: Ентоні Паділья, Іен Гекокс, Ембір Чілдерс, Джон Ловіц, Чун Чіжень                                                          | Анімація, Комедія, Пригоди                     |
| Л И С Т О П А Д | 2        | Тіснота                                   | Росія                                            | Режисер: Кантемір Балагов; Сценарій: Кантемір Балагов; Актори: Дар'я Жовнєр, Ольга Драгунова, Артем Ципін                                                                                        | драма                                          |
| Л И С Т О П А Д | 2        | Тор 3: Раґнарок                           | США                                              | Режисер: Тайка Вайтіті; Сценарій: Стефані Фолсом, Крейг Кайл; Актори: Кріс Гемсворт, Кейт Бланшетт, Том Гіддлстон                                                                                | супергеройський бойовик                        |
| Л И С Т О П А Д | 9        | Tragedy Girls. Убити за лайк              | США                                              | Режисер: Тайлер МакІнтайр; Сценарій: Кріс Лі Гілл, Тайлер МакІнтайр; Актори: Бріанна Гілдебранд, Олександра Шіпп, Кевін Дюранд, Ніккі Вілан, Джош Гатчерсон;                                     | комедія, жахи                                  |
| Л И С Т О П А Д | 9        | Будинок «Слово»                           | Україна                                          | Режисер: Тарас Томенко; Сценарій: Тарас Томенко, Любов Якимчук; Актори: Борис Георгієвський, Ганна Левченко, Михайло Вознюк, Ольга Радчук                                                        | документальний                                 |
| Л И С Т О П А Д | 9        | Вбивство у «Східному експресі»            | США                                              | Режисер: Кеннет Брана; Сценарій: Майкл Грін; Актори: Кеннет Брана, Пенелопа Крус, Віллем Дефо | кримінальна драма                              |
| Л И С Т О П А Д | 9        | І сміх, і гріх                            | Франція                                          | Режисер: Фабріс Ебуе; Сценарій: Фабріс Ебуе; Актори: Рамзі Бедіа, Фабріс Ебуе, Гійом Де Тонкедек, Одрі Ламі                                                                                      | комедія                                        |
| Л И С Т О П А Д | 9        | Клаустрофобія                             | США                                              | Режисер: Вілл Вернік; Сценарій: Ноа Дорсі; Актори: Івен Вільямс, Аннабель Стівенсон, Елізабет Гауер, Келлі Делсон                                                                                | трилер                                         |
| Л И С Т О П А Д | 9        | Одружись зі мною, чувак                   | Франція                                          | Режисер: Тарек Будалі; Сценарій: Халед Амара, Тарек Будалі та інші; Актори: Тарек Будалі, Філіпп Лашо, Шарлотта Габіс                                                                            | комедія                                        |
| Л И С Т О П А Д | 9        | Стрімголов                                | Україна                                          | Режисер: Марина Степанська; Сценарій: Марина Степанська; Актори: Андрій Сілецький, Дарія Плахтій, Олег Мосійчукс                                                                                 | драма                                          |
| Л И С Т О П А Д | 16       | Берлінський синдром                       | Австралія · Німеччина                            | Режисер: Кейт Шортленд; Сценарій: Шон Грант; Актори: Тереза Палмер, Макс Рімельт, Маттіас Габіч                                                                                                  | драма, жахи                                    |
| Л И С Т О П А Д | 16       | Ліга справедливості                       | США                                              | Режисер: Зак Снайдер; Сценарій: Кріс Терріо; Актори: Генрі Кавілл, Бен Аффлек, Галь Гадот | супергеройський бойовик                        |
| Л И С Т О П А Д | 16       | Межа                                      | Словаччина · Україна                             | Режисер: Петер Беб'як; Сценарій: Петер Балько; Актори: Томаш Машталір, Євген Лібезнюк, Емілія Вашаріова                                                                                          | кримінальний трилер                            |
| Л И С Т О П А Д | 16       | Оселя тіней                               | Іспанія                                          | Режисер: Серхіо Санчес; Сценарій: Серхіо Санчес; Актори: Аня Тейлор-Джой, Чарлі Гітон, Джордж МакКей                                                                                             | драма, трилер, жахи                            |
| Л И С Т О П А Д | 16       | Свінгер                                   | Данія                                            | Режисер: Міккель Мунч-Фалс; Сценарій: Міккель Мунч-Фалс; Актори: Мілле Дінесен | комедія, мелодрама                             |
| Л И С Т О П А Д | 16       | Субурбікон                                | США                                              | Режисер: Джордж Клуні; Сценарій: Джордж Клуні, Брати Коен, Грант Геслов; Актори: Метт Деймон, Джуліанн Мур, Оскар Айзек                                                                          | кримінальна комедія                            |
| Л И С Т О П А Д | 23       | Вогнеборці                                | США                                              | Режисер: Джозеф Косінські; Сценарій: Кен Нолан, Ерік Воррен Сінгер; Актори: Джош Бролін, Майлз Теллер, Джефф Бріджес                                                                             | біографічна драма                              |
| Л И С Т О П А Д | 23       | Джиперс Кріперс 3                         | США                                              | Режисер: Віктор Сальва; Сценарій: Віктор Сальва; Актори: Джина Філіпс, Рей Вайз, Люк Едвардс, Джонатан Брек                                                                                      | фільм жахів                                    |
| Л И С Т О П А Д | 23       | З любов'ю, Вінсент                        | Велика Британія · Польща                         | Режисер: Дорота Кобєля, Г'ю Велчман; Сценарій: Яцек Денель, Дорота Кобєля, Г'ю Велчман; Актори: Ейдан Тернер, Сірша Ронан, Гелен МакКрорі                                                        | біографічна драма                              |
| Л И С Т О П А Д | 23       | Коко                                      | США                                              | Режисер: Лі Анкріч, Едріан Моліна; Сценарій: Едріан Моліна; Актори: Ентоні Гонсалес, Гаель Гарсія Берналь, Бенджамін Бретт, Рені Віктор                                                          | мультфільм, комедія, пригоди                   |
| Л И С Т О П А Д | 23       | Коматозники                               | США                                              | Режисер: Нільс Арден Оплев; Сценарій: Бен Ріплі; Актори: Еллен Пейдж, Ніна Добрев, Кіфер Сазерленд                                                                                               | психологічний трилер                           |
| Л И С Т О П А Д | 23       | Хто в домі тато 2                         | США                                              | Режисер: Шон Андерс; Сценарій: Шон Андерс, Браян Бернс, Джон Морріс; Актори: Вілл Ферелл, Марк Волберг, Лінда Карделліні                                                                         | комедія                                        |
| Л И С Т О П А Д | 30       | Кривий будиночок                          | Велика Британія                                  | Режисер: Ґіле Паке-Бреннер; Сценарій: Джуліан Феллоуз, Тім Роуз Прайс, Ґіле Паке-Бреннер; Актори: Джилліан Андерсон, Крістіна Гендрікс, Теренс Стемп, Гленн Клоуз, Макс Айронс                   | детектив                                       |
| Л И С Т О П А Д | 30       | Іноземець                                 | КНР · Велика Британія                            | Режисер: Мартін Кемпбелл; Сценарій: Девід Марконі; Актори: Джекі Чан, Пірс Броснан, Майкл Мак-Елхеттон                                                                                           | бойовик, драма, трилер                         |
| Л И С Т О П А Д | 30       | Обітниця мовчання                         | Болгарія · США                                   | Режисер: Айзек Флорентайн; Сценарій: Метт Венн; Актори: Антоніо Бандерас, Христина Серафіні, Карл Урбан, Атанас Срєбрєв, Роберт Форстер                                                          | бойовик, драма                                 |
| Л И С Т О П А Д | 30       | Тіло і душа                               | Угорщина                                         | Режисер: Ільдіко Еньєді; Сценарій: Ільдіко Еньєді; Актори: Александра Борбей, Геза Моршаньї, Золтан Шнейдер                                                                                      | драма                                          |
| Л И С Т О П А Д | 30       | Щасливий день смерті                      | США                                              | Режисер: Крістофер Лендон; Сценарій: Скот Лобдел; Актори: Джессіка Рот, Ізраель Брусар, Рубін Модін                                                                                              | хоррор                                         |
| Г Р У Д Е Н Ь   | 1        | 120 ударів на хвилину                     | Франція                                          | Режисер: Робен Кампійо; Сценарій: Робен Кампійо; Актори: Науель Перес Біскаярт, Арно Валуа, Адель Енель, Ів Гек, Антуан Рейнартц                                                                 | драма                                          |
| Г Р У Д Е Н Ь   | 7        | Земля тролів                              | Норвегія                                         | Режисер: Міккель Бренне Сандемусе; Сценарій: Еспен Енґер, Александр Кірквуд Браун; Актори: Вебйорн Енжер, Еллі Харбоа, Медс Сьєґард Петтерсен                                                    | фентезі                                        |
| Г Р У Д Е Н Ь   | 7        | Вірний. Пристрасть і злочин               | Бельгія · Франція · Нідерланди                   | Режисер: Міхаель Р. Роскам; Сценарій: Міхаель Р. Роскам, Тома Бідеґен, Ное Дебре; Актори: Матіас Шонартс, Адель Екзаркопулос, Ерік Де Старке, Жан-Бенуа Юге, Набіль Муссумі                      | кримінальна драма                              |
| Г Р У Д Е Н Ь   | 7        | Дихай                                     | Велика Британія                                  | Режисер: Енді Серкіс; Сценарій: Вільям Ніколсон; Актори: Ендрю Гарфілд, Клер Фой, Том Голландер, Г'ю Бонневілль, Дін-Чарльз Чепмен, Ед Спелірс                                                   | біографічний фільм, драма, мелодрама           |
| Г Р У Д Е Н Ь   | 7        | За прірвою у житі                         | США                                              | Режисер: Денні Стронг; Сценарій: Денні Стронг; Актори: Ніколас Голт, Зої Дойч, Кевін Спейсі, Сара Полсон, Віктор Ґарбер, Гоуп Девіс, Браєн Д'Арсі Джеймс                                         | біографічна драма                              |
| Г Р У Д Е Н Ь   | 7        | Зазирни в його серце                      | Франція                                          | Режисер: Джоан Шемла; Сценарій: Джоан Шемла; Актори: Гаель Гарсія Берналь, Марина Вакт, Науель Перес Біскаярт, Карім Леклу, Войцех Пшоняк                                                        | драма                                          |
| Г Р У Д Е Н Ь   | 7        | Кіборги                                   | Україна                                          | Режисер: Ахтем Сеїтаблаєв; Сценарій: Наталія Ворожбит; Актори:Макар Тихомиров, Андрій Ісаєнко, Віктор Жданов, Роман Ясіновський                                                                  | екшн, драма                                    |
| Г Р У Д Е Н Ь   | 7        | Ланцюговий пес                            | Болгарія                                         | Режисер: Пол Солет; Сценарій: Пол Солет; Актори: Антоніо Бандерас, Едрієн Броуді, Джон Малкович                                                                                                  | кримінальний трилер                            |
| Г Р У Д Е Н Ь   | 14       | Зоряні війни: Останні джедаї              | США                                              | Режисер: Раян Джонсон; Сценарій: Джордж Лукас, Раян Джонсон; | науково-фантастичний бойовик                   |
| Г Р У Д Е Н Ь   | 14       | По той бік надії                          | Фінляндія · Німеччина                            | Режисер: Акі Каурісмякі; Сценарій: Акі Каурісмякі; Актори: Ширван Хаджі, Сакарі Куосманен, Янне Хюютіяйнен, Ілкка Койвула                                                                        | трагікомедія                                   |
| Г Р У Д Е Н Ь   | 14       | Я, Тоня                                   | США                                              | Режисер: Крейг Гіллеспі; Сценарій: Стівен Роджерс; Актори: Марго Роббі, Себастіан Стен, Елісон Дженні, Пол Волтер Гаузер, Джулліан Ніколсон, Кейтлін Карвер, Бояна Новакович, Боббі Каннавале    | біографічна спортивна драма                    |
| Г Р У Д Е Н Ь   | 21       | Байстрюки                                 | США                                              | Режисер: Лоуренс Шер; Сценарій: Джастін Мален; Актори: Оуен Вілсон, Ед Гелмс, Джонатан Сіммонс                                                                                                   | комедія                                        |
| Г Р У Д Е Н Ь   | 21       | Джуманджі: Поклик джунглів                | США                                              | Режисер: Джейк Кесдан; Сценарій: Кріс МакКенна, Джефф Пінкнер, Скотт Розенберг, Ерік Соммерс; Актори: Двейн Джонсон, Кевін Гарт, Джек Блек                                                       | пригоди, фентезі, сімейний                     |
| Г Р У Д Е Н Ь   | 21       | Місто котів                               | США · Туреччина                                  | Режисер: Джейда Торун; | документальний                                 |
| Г Р У Д Е Н Ь   | 21       | Новизна                                   | США                                              | Режисер: Дрейк Дорімус; Сценарій: Бен Йорк Джонс; Актори: Ніколас Голт, Лайа Коста, Кортні Ітон                                                                                                  | драма, мелодрама                               |
| Г Р У Д Е Н Ь   | 21       | Фердинанд                                 | США                                              | Режисер: Карлос Салдана; Сценарій: Мунро Ліф; Актори: Джон Сіна, Кейт МакКінон, Джина Родрігез, Боббі Каннавале, Девід Теннант;                                                                  | мультфільм, комедія, пригоди                   |
| Г Р У Д Е Н Ь   | 28       | Дуже погані матусі 2                      | США                                              | Режисер: Джон Лукас, Скотт Мур; Сценарій: Джон Лукас, Скотт Мур; Актори: Міла Куніс, Крістен Белл, Кетрін Ган                                                                                    | комедія                                        |
| Г Р У Д Е Н Ь   | 28       | 1+1=Весілля                               | Франція · Канада · Бельгія                       | Режисер: Ерік Толедано, Олів'є Накаш; Сценарій: Олів'є Накаш, Ерік Толедано; Актори: Жан-П'єр Бакрі, Жиль Лелуш, Жан-Поль Рув, Сюзанн Клєман                                                     | комедія                                        |
| Г Р У Д Е Н Ь   | 28       | Таємне життя комах                        | Франція · Люксембург                             | Режисери: Арно Борон, Антон Крінгс; Сценарій: Арно Делалонд, Крістель Гоннар, Антон Крінгс; Актори: Кев Адамс, Вірджинія Ефіра, Еммануель Куртіль                                                | анімаційний                                    |
| Г Р У Д Е Н Ь   | 28       | Убивство священного оленя                 | Велика Британія · Ірландія · США                 | Режисер: Йоргос Лантімос; Сценарій: Ефтіміс Філіппоу, Йоргос Лантімос; Актори: Ніколь Кідман, Алісія Сільверстоун, Колін Фаррелл                                                                 | драма, трилер                                  |

## Померли
| Місяць   | Дата | Ім'я                   | Вік | Національність                      | Спеціальність             | Відомі фільми |
| -------- | ---- | ---------------------- | --- | ----------------------------------- | ------------------------- | --- |
| Січень   | 6    | Ом Пурі                | 66  | індієць                             | Актор                     | Танцор диско • Прянощі та пристрасті • Війна Чарлі Вілсона                                                              |
| Січень   | 14   | Юрій Соловйов          | 83  | росіянин                            | Актор                     | Чужа рідня • Вірність • Народжена революцією • Комедія суворого режиму                                                  |
| Січень   | 19   | Мігель Феррер          | 61  | американець                         | Актор                     | Зоряний шлях 3: У пошуках Спока • Робот-поліцейський • Твін Пікс • Залізна людина 3                                     |
| Січень   | 20   | Олександр Чорний       | 61  | українець                           | Кінооператор              | Зоряне відрядження • Таємниця корабельного годинника • Чорна рада                                                       |
| Січень   | 25   | Мері Тайлер Мур        | 80  | англієць                            | Акторка                   | Звичайні люди |
| Січень   | 27   | Джон Герт              | 77  | англієць                            | Актор                     | Гаррі Поттер і філософський камінь • Доґвіль • Хеллбой                                                                  |
| Січень   | 27   | Еммануель Ріва         | 89  | француженка                         | Акторка                   | Кохання • Канікули на морі • Салон краси «Венера»                                                                       |
| Лютий    | 4    | Георгій Тараторкін     | 72  | росіянин                            | Актор                     | Крапля світла • Маленькі трагедії • Мічений атом                                                                        |
| Лютий    | 7    | Річард Гетч            | 71  | американець                         | Актор                     | Зоряний крейсер «Галактика» • Санта-Барбара • Династія                                                                  |
| Лютий    | 17   | Воррен Фрост           | 91  | американець                         | Актор                     | Твін Пікс • Сайнфелд • Психо 4: На початку                                                                              |
| Лютий    | 19   | Максим Паперник        | 47  | українець                           | Кінорежисер               | Дивне Різдво • «Снігова королева» • «Дванадцять стільців»                                                               |
| Лютий    | 19   | Данута Шафлярська      | 102 | полька                              | Акторка                   | Заборонені пісеньки • Корчак                                                                                            |
| Лютий    | 22   | Олександр Пархоменко   | 77  | українець                           | Актор                     | Комісари • Дума про Ковпака • Беремо все на себе • Тарас Шевченко. Заповіт                                              |
| Лютий    | 22   | Олексій Петренко       | 78  | українець                           | Актор                     | В'язень замку Іф • Чорна рада • Ялинки 2                                                                                |
| Лютий    | 22   | Нікос Кундурос         | 90  | грек                                | Кінорежисер, сценарист    | Чарівне місто • Молоді Афродіти • Фотограф                                                                              |
| Лютий    | 25   | Білл Пекстон           | 61  | американець                         | Актор                     | Титанік • Поліція Маямі • Стрінгер                                                                                      |
| Березень | 22   | Лембіт Ульфсак         | 69  | естонець                            | Актор                     | У пошуках капітана Гранта • Академія пана Ляпки • ТАРС уповноважений заявити...                                         |
| Квітень  | 7    | Тім Піготт-Сміт        | 57  | англієць                            | Актор                     | Александр • Чотири пера • Аліса в Країні Чудес                                                                          |
| Квітень  | 12   | Чарлі Мерфі            | 57  | американець                         | Актор                     | Тропічна лихоманка • Ніч у музеї • Гаваї 5.0                                                                            |
| Квітень  | 22   | Вітольд Пиркош         | 90  | поляк                               | Актор                     | Чотири танкісти і пес • Ва-банк • Ва-банк 2                                                                             |
| Квітень  | 26   | Джонатан Деммі         | 73  | американець                         | Режисер                   | Мовчання ягнят • Заміжня за мафією • Філадельфія • Маньчжурський кандидат                                               |
| Травень  | 4    | Віктор Лану            | 80  | француз                             | Актор                     | Кузен, кузина • Прощавай, поліцейський • Цей незручний момент                                                           |
| Травень  | 10   | Майкл Паркс            | 77  | американець                         | Актор                     | Твін Пікс • Убити Білла. Фільм 1 • Убити Білла. Фільм 2 • Арго • Джанґо вільний                                         |
| Травень  | 12   | Юрій Шерстньов         | 76  | росіянин                            | Актор                     | Народжена революцією • Д'Артаньян та три мушкетери • Майстер і Маргарита (1994)                                         |
| Травень  | 14   | Пауерс Бут             | 68  | американець                         | Актор                     | Гаянська трагедія: Історія Джима Джонса • Всі запобіжні заходи • Місто гріхів • Месники                                 |
| Травень  | 16   | Олег Відов             | 73  | росіянин                            | Актор                     | Ватерлоо • Джентльмени удачі • Звичайне диво                                                                            |
| Травень  | 23   | Роджер Мур             | 89  | англієць                            | Актор                     | Живи та дай померти • Чоловік із золотим пістолетом • Місячний гонщик • Вид на вбивство                                 |
| Червень  | 15   | Олексій Баталов        | 88  | росіянин                            | актор                     | Летять журавлі • Люба моя людина • Москва сльозам не вірить                                                             |
| Червень  | 16   | Джон Авілдсон          | 81  | американець                         | режисер                   | Роккі • Роккі 5 • Інферно                                                                                               |
| Червень  | 27   | Мікаель Нюквіст        | 56  | швед                                | актор                     | Дівчина з татуюванням дракона • Місія нездійсненна: Протокол «Фантом» • Роз'єднання • Європа                            |
| Липень   | 3    | Паоло Вілладжо         | 84  | італієць                            | актор, режисер            | серія фільмів про Фантоцці • Під яким ти знаком? • Господарка готелю Бонні і Клайд по-італійськи • Банзай               |
| Липень   | 8    | Нелсан Елліс           | 39  | американець                         | актор                     | Реальна кров • Вероніка Марс • Особливий відділ                                                                         |
| Липень   | 8    | Ельза Мартінеллі       | 82  | італійка                            | акторка                   | Донателла • Індійський воїн • Десята жертва                                                                             |
| Липень   | 9    | Ірина Буніна           | 77  | українка                            | акторка                   | Артист із Коханівки • Абітурієнтка • Вічний поклик • День народження Буржуя                                             |
| Липень   | 15   | Володимир Толоконніков | 74  | казах                               | актор                     | Собаче серце • Хоттабич • Прапорщик, або «Йо-мойо» • Коля — перекоти поле                                               |
| Липень   | 15   | Мартін Ландау          | 89  | американець                         | актор                     | Клеопатра • На світанку • Ед Вуд • Дуже скупий чоловік                                                                  |
| Липень   | 16   | Джордж Ромеро          | 77  | американець                         | кінорежисер, сценарист    | Ніч живих мерців • Калейдоскоп жахів • Земля мертвих • Виживання мерців                                                 |
| Липень   | 20   | Клод Ріш               | 88  | француз                             | актор                     | Усе золото світу • Чи горить Париж? • Прощавай, поліцейський • Краб-барабанщик • Астерікс і Обелікс: Місія Клеопатра    |
| Липень   | 21   | Джон Герд              | 72  | американець                         | актор                     | Сам удома • Сам удома 2: Загублений у Нью-Йорку • Клан Сопрано • Рятівник                                               |
| Липень   | 26   | Олександр Столяров     | 72  | українець                           | режисер, сценарист        | Порт • За двома зайцями — 2 • Спілка одноногих                                                                          |
| Липень   | 31   | Жанна Моро             | 89  | француженка                         | акторка                   | Ліфт на ешафот • Щоденник покоївки • Нікіта • Знедолені • Ромео і Джульєтта                                             |
| Серпень  | 3    | Роберт Гарді           | 91  | англієць                            | актор                     | Молодий Вінстон • Сибірський цирульник • серія фільмів про Гаррі Поттера                                                |
| Серпень  | 7    | Харуо Накаджіма        | 88  | японець                             | актор                     | Сім самураїв • Охоронець • серія фільмів про Ґодзіллу (роль Ґодзілли)                                                   |
| Серпень  | 16   | Віра Глаголєва         | 61  | росіянка                            | акторка                   | Вийти заміж за капітана • Недільний тато • Обручка                                                                      |
| Серпень  | 20   | Джеррі Льюїс           | 91  | американець                         | актор, режисер            | Цей шалений, шалений, шалений, шалений світ • Аризонська мрія                                                           |
| Серпень  | 26   | Тоуб Гупер             | 74  | американець                         | режисер                   | Техаська різанина бензопилою • Спонтанне загоряння • Темні небеса                                                       |
| Серпень  | 28   | Мірей Дарк             | 79  | француженка                         | акторка                   | Високий блондин у чорному черевику • Повернення високого блондина • Борсаліно                                           |
| Серпень  | 30   | Карой Макк             | 91  | угорець                             | режисер                   | Будинок під скелями • Кішки-мишки • Дивлячись одна на одну                                                              |
| Вересень | 1    | Владімір Брабєц        | 83  | чех                                 | актор                     | Хрестова трійка • 30 випадків майора Земана • Велика пригода                                                            |
| Вересень | 4    | Гастоне Москін         | 88  | італієць                            | актор                     | Венеційський пекар • Пані та панове • Конформіст • Хрещений батько 2                                                    |
| Вересень | 13   | Френк Вінсент          | 78  | американець                         | актор                     | Скажений бик • Славні хлопці • Казино • Клан Сопрано                                                                    |
| Вересень | 15   | Гаррі Дін Стентон      | 91  | американець                         | актор                     | Чоловічі клопоти • Прибрати перископ • Людина, яка плакала • Сім психопатів                                             |
| Вересень | 24   | Жизель Казадезюс       | 104 | француженка                         | акторка                   | Замкнене коло |
| Вересень | 24   | Вадим Храпачов         | 70  | українець                           | кінокомпозитор            | Стара фортеця • Хвилі Чорного моря • Вінчання зі смертю • Камінний гість                                                |
| Жовтень  | 9    | Жан Рошфор             | 87  | француз                             | актор                     | Годинникар із Сен-Поля • Нехай розпочнеться свято • Краб-барабанщик • Франкенштейн 90                                   |
| Жовтень  | 5    | Анна Вяземські         | 70  | француженка                         | акторка                   | Китаянка • Теорема • Свинарник                                                                                          |
| Жовтень  | 15   | Дмитро Мар'янов        | 47  | росіянин                            | актор                     | День радіо • Небесний суд • Гра в правду                                                                                |
| Жовтень  | 17   | Даніель Дар'є          | 100 | француженка                         | акторка                   | Тарас Бульба • Рюї Блаз • Карусель • Коханець леді Чаттерлей • Наполеон                                                 |
| Листопад | 1    | Вадим Костроменко      | 83  | українець                           | оператор, режисер         | Чортова дюжина (оператор) • Вершники • Квартет Гварнері • Шкіра білого ведмедя                                          |
| Листопад | 1    | Бред Буфанда           | 34  | американець                         | актор                     | Вероніка Марс • C.S.I.: Місце злочину Маямі • Малкольм у центрі уваги                                                   |
| Листопад | 7    | Тарас Денисенко        | 52  | українець                           | актор, сценарист, режисер | Високий перевал • Звинувачується весілля • Які ж ми були молоді • Тарас Шевченко. Заповіт • Богдан-Зиновій Хмельницький |
| Листопад | 9    | Джон Хіллерман         | 84  | американець                         | актор                     | Китайський квартал • Чужа донька • Вона написала вбивство • Злодій, який прийшов до обіду • Останній кіносеанс          |
| Листопад | 15   | Луїс Енрікес Бакалов   | 84  | аргентинець                         | композитор                | Євангеліє від Матвія • Суперсвідок • Місто жінок • Поштар                                                               |
| Листопад | 16   | Робер Ірш              | 92  | француз                             | актор                     | Мадемуазель Стриптиз • Вулиця Монмартр, 125 • Мегре і справа Сен-Фіакр • Художній дилер • Інтриганки                    |
| Листопад | 25   | Ренс Говард            | 89  | американець                         | актор                     | Китайський квартал • Фрост проти Ніксона • Джона Гекс • Самотній Рейнджер                                               |
| Листопад | 30   | Ален Жессюа            | 85  | француз                             | режисер                   | Франкенштейн-90 • Армагедон • Лікування шоком • Рай для усіх                                                            |
| Грудень  | 4    | Шаші Капур             | 79  | індієць                             | актор, продюсер           | Бродяга • Слуги Шекспіра • Бомбейське кіно • Двічі два — п'ять                                                          |
| Грудень  | 6    | Джонні Голлідей        | 74  | француз                             | співак, актор             | Відьми • Чудовисько • Рожева пантера 2                                                                                  |
| Грудень  | 7    | Стів Рівіс             | 55  | американець індіанського походження | актор                     | Фарго • Все або нічого • Джеронімо: Американська легенда • Той, що танцює з вовками                                     |
| Грудень  | 9    | Леонід Бронєвой        | 88  | єврей (народився в Києві)           | актор                     | Сімнадцять миттєвостей весни • Покровські ворота • Той самий Мюнхгаузен • Небеса обітовані                              |
| Грудень  | 14   | Боб Гівенс             | 99  | американець                         | художник-мультиплікатор   | мультфільм «A Wild Hare» •                                                                                              |
| Грудень  | 17   | Георгій Натансон       | 97  | росіянин                            | режисер, сценарист        | Усе залишається людям • Старша сестра • Ще раз про кохання • Спадщина                                                   |

- 28 січня — Іон Унгуряну, радянський і молдавський актор і режисер, державний діяч, міністр культури РСР Молдова.
- 14 лютого — Григор'єв Володимир Миколайович, радянський і російський кінорежисер, сценарист і продюсер.
- 15 лютого — Міньковецький Ілля Соломонович, радянський і російський кінооператор.
- 18 лютого — Карпінська Світлана Олексіївна, радянська і російська акторка театру і кіно.
- 28 лютого — Бурлакова Віра Миколаївна, радянська акторка театру і кіно.
- 10 березня — Борисов Олександр Тимофійович, радянський та російський художник кіно і педагог.
- 24 квітня — Кронберг Лариса Іванівна, радянська акторка театру і кіно.
- 3 травня — Далія Лаві, ізраїльська акторка, співачка і модель.
- 10 червня — Волошина Ада Петрівна, українська акторка.
- 4 липня — Гранін Данило Олександрович, російський радянський письменник, сценарист і громадський діяч.
- 6 липня — Антонов Володимир Іванович, радянський і український актор.
- 16 серпня — Головко Кіра Миколаївна, радянська і російська акторка театру і кіно.
- 8 вересня — Любіша Самарджич, югославський актор та режисер.
- 14 листопада — Шаповалов Віталій Володимирович, радянський та російський актор театру і кіно.
- 23 листопада — Годовиков Микола Львович, радянський і російський актор.
- 10 грудня — Мацкевич Іван Іванович, радянський і білоруський актор театру і кіно.